# Rediu (Neamţ)
Rediu é uma comuna romena localizada no distrito de Neamţ, na região de Moldávia. A comuna possui uma área de 36.04 km² e sua população era de 5283 habitantes segundo o censo de 2007.